# Palmetto Point
Palmetto Point – miasto w Saint Kitts i Nevis; na wyspie Saint Kitts; 300 mieszkańców (2006). Stolica parafii Trinity Palmetto Point.